# Yahya Elnawasany
Yahya Elnawasany, né le 9 janvier 2002 à Tanta, est un joueur professionnel de squash représentant l'Égypte. Il atteint en septembre 2023 la 32e place mondiale sur le circuit international, son meilleur classement.

## Biographie
Il remporte le British Junior Open en moins de 15 ans et en moins de 17 ans. Il participe à son premier championnat du monde lors de l'édition 2021-2022 et s'incline au premier tour face à César Salazar.